# Крымский областной комитет КП Украины
Крымский областной комитет КПСС/Крымский областной (республиканский) комитет Коммунистической партии Украины (укр. Кримський обласний комітет Комуністичної партії України) — орган управления Крымской областной партийной организацией КПСС (1920—1954 года) и Крымской областной партийной организацией КП Украины (1954—1991 годы). В апреле 1954 года Крымская область была передана из состава РСФСР в состав Украинской ССР. 12 февраля 1991 года преобразована в Крымскую АССР.

## Первые секретари подпольного областного комитета КП(б)У[уточнить]
- декабрь 1919 — август 1920 года  — Бабахан, Сергей Яковлевич

## Первые секретари областного комитета (обкома) РКП(б)/ВКП(б)/КПСС
- 20 ноября 1920 — 6 января 1921 — Землячка, Розалия Самойловна
- 6 января 1921 — 13 марта 1921 — Лиде, Адольф Михайлович
- 28 марта 1921 — 6 ноября 1921 — Акулов, Иван Алексеевич
- 6 ноября 1921 — 24 октября 1922 — Израилович, Абрам Ильич
- 25 октября 1922 — 13 мая 1924 — Уфимцев, Николай Иванович
- 16 мая 1924 — июнь 1925 — Носов, Иван Петрович
- 7 августа 1925 — 30 августа 1927 — Петропавловский, Сергей Дмитриевич
- сентябрь 1927 — 17 декабря 1929 — Живов, Дмитрий Егорович
- 17 декабря 1929 — 11 мая 1930 — Козлов, Николай Кузьмич
- 12 мая 1930 — декабрь 1930 — Костанян, Айказ Аркадьевич
- декабрь 1930 — 3 февраля 1933 — Вегер, Евгений Ильич
- 3 февраля 1933 — 28 декабря 1936 — Семёнов, Борис Александрович
- 28 декабря 1936 — 14 июля 1937 — Картвелишвили, Лаврентий Иосифович
- 14 июля 1937 — 10 октября 1938 — Щучкин, Николай Иванович
- 28 января 1939 — 14 июня 1944 — Булатов, Владимир Семёнович
- 14 июня 1944 — 30 июля 1946 — Тюляев, Павел Федорович
- 30 июля 1946 — 7 августа 1949 — Соловьев, Николай Васильевич
- 7 августа 1949 — 16 января 1954 — Титов, Павел Иванович
- 16 января — 26 апреля 1954 — Полянский, Дмитрий Степанович

## Вторые секретари областного комитета (обкома) ВКП(б)/КПСС
- май 1931 — апрель 1937 — Чагар Билял Абла
- апрель 1937 — 22 ноября 1937 — Трупчу, Сервер Курт-Сеит
- 22 ноября 1937 — февраль 1939 — Максимов, Иван Яковлевич
- февраль 1939 — январь 1940 — Коробкин, Василий Михайлович
- январь 1940 — 30 июля 1946 — Берёзкин, Василий Алексеевич
- сентябрь 1946 — июнь 1949 — Никаноров, Василий Иванович
- июнь 1949 — 22 сентября 1952 — Полянский, Дмитрий Степанович
- 22 сентября 1952 — 26 апреля 1954 — Мезенцев, Леонид Гаврилович

## Первые секретари областного комитета (обкома) КПУ
- 26 апреля 1954 — 14 декабря 1955 — Полянский, Дмитрий Степанович
- 14 декабря 1955 — 6 января 1961 — Комяхов, Василий Григорьевич
- 6 января 1961 — 9 января 1963 — Лутак, Иван Кондратьевич
- 9 января 1963 — 4 декабря 1964 (сельский) — Лутак, Иван Кондратьевич
- 11 января 1963 — 4 декабря 1964 (промышленный) — Суркин, Николай Прокофьевич
- 4 декабря 1964 — 5 апреля 1967 — Лутак, Иван Кондратьевич
- 5 апреля 1967 — 1 июля 1977 — Кириченко, Николай Карпович
- 1 июля 1977 — 13 июня 1987 — Макаренко, Виктор Сергеевич
- 13 июня 1987 — 25 сентября 1989 — Гиренко, Андрей Николаевич
- 25 сентября 1989 — 10 апреля 1991 — Багров, Николай Васильевич
- 10 апреля — 8 мая 1991 — Грач, Леонид Иванович

## Вторые секретари областного комитета (обкома) КПУ
- 26 апреля — сентябрь 1954 — Мезенцев, Леонид Гаврилович
- сентябрь 1954 — 18 апреля 1960 — Суркин, Николай Прокофьевич
- 18 апреля 1960 — 9 января 1963 — Коровченко, Андрей Григорьевич
- 9 января 1963 — 4 декабря 1964 (сельский) — Гульчак, Борис Николаевич
- 11 января 1963 — 26 ноября 1963 (промышленный) — Стешов, Борис Александрович
- 26 ноября 1963 — 4 декабря 1964 (промышленный) — Макухин, Алексей Наумович
- 4 декабря 1964 — 21 января 1972 — Макухин, Алексей Наумович
- 21 января 1972 — 14 ноября 1978 — Солодовник, Леонид Дмитриевич
- 14 ноября 1978 — 13 апреля 1985 — Рощупкин, Александр Мефодиевич
- 13 апреля 1985 — 14 декабря 1988 — Багров, Николай Васильевич
- 14 декабря 1988 — 27 октября 1990 — Федуличев, Павел Анисимович
- 27 октября 1990 — 10 апреля 1991 — Грач, Леонид Иванович

## Первые секретари республиканского комитета (рескома) КПУ
- 8 мая 1991 — 26 августа 1991 — Грач, Леонид Иванович

## Вторые секретари республиканского комитета (рескома) КПУ
- 8 мая[источник не указан 1028 дней] — 26 августа 1991 — Колисниченко, Николай Петрович